# Thornhill (West Yorkshire)
Thornhill is een plaats in het bestuurlijke gebied Kirklees, in het Engelse graafschap West Yorkshire. De plaats telt 6875 inwoners.
Sinds 1910 is het officieel geen dorp meer, maar is het een onderdeel van de stad Dewsbury.